# Inundațiile din Spania (2024)
Pe 29 octombrie 2024, ploile torențiale cauzate de o zonă de joasă presiune, izolată la altitudini înalte, au adus o cantitate de precipitații echivalentă cu cea dintr-un an întreg în mai multe regiuni din sud-estul Spaniei, inclusiv Comunitatea Valenciană, Castilla-La Mancha și Andaluzia. Inundațiile rezultate au provocat moartea a cel puțin 215 de persoane și pagube materiale mari. Este considerat unul dintre cele mai mortale dezastre naturale din istoria Spaniei.

## Context
Inundații dezastruoase au avut loc de-a lungul istoriei Valencia, din secolul al XIV-lea până în perioada contemporană. Inundația din Valencia din 1957, cauzată de o ploaie mocănească rece de trei zile (în spaniolă: gota fría), a dus la revărsări semnificativ ale râului Túria. O astfel de ploaie rece în Spania și Franța se referă la ploile abundente de toamnă. 
Inundația din 1957 a dus la cel puțin 81 de decese. Ca răspuns, guvernul lui Francisco Franco a planificat să redirecționeze Túria spre sudul orașului Valencia, la trei kilometri de cursul său inițial. În septembrie 2019, inundațiile au ucis șase persoane în Vega Baja del Segura. Pentru a răspunde la viitoarele inundații, guvernul Ximo Puig a înființat Unitatea de Urgență din Valencia (Unitat Valenciana d'Emergències; în spaniolă: Unidad Valenciana de Emergencias). După alegerile regionale din Valencia din 2023, guvernul lui Carlos Mazón a închis Unitatea de Urgență, pe care a considerat-o o "cheltuială de prisos".
La 25 octombrie 2024, meteorologul AEMET Juan Jesús González Alemán a avertizat că viitoarea ploaie rece de toamnă ar putea deveni o furtună cu impact ridicat. Acest lucru a fost inițial ridiculizat și descris ca "alarmism" pe platforma de socializare X.